# Marek Gengel
Marek Gengel (* 17. září 1995 Rakovník) je český profesionální tenista. Ve své dosavadní kariéře na okruhu ATP World Tour nevyhrál žádný turnaj. Na challengerech ATP a okruhu ITF získal do prosince 2024 šestnáct titulů ve dvouhře (z toho osm v roce 2024 na turnajích v egyptském Šarm-aš Šajchu) a deset ve čtyřhře.
Na žebříčku ATP byl ve dvouhře nejvýše klasifikován v únoru 2025 na 229. místě a ve čtyřhře pak v březnu 2023 na 148. místě. Trénuje ho otec Ivan Gengel.

## Finále turnajů Futures a challengerů: 29 (12–17)

### Dvouhra: 6 (2-4)
| Legenda           |
| Challengery (0–0) |
| Futures (2–4)     |

| Stav      | Č. | Datum           | Turnaj               | Povrch | Soupeř ve finále      | Výsledek      |
| Finalista | 1. | 20. března 2017 | Šarm aš-Šajch, Egypt | tvrdý  | Karim-Mohamed Maamoun | 6–4, 6–2      |
| Finalista | 2. | 27. března 2017 | Šarm aš-Šajch, Egypt | tvrdý  | Karim-Mohamed Maamoun | 6–4, 3–6, 6-4 |
| Finalista | 3. | 20. srpna 2018  | Minsk, Bělorusko     | tvrdý  | Francesco Vilardo     | 6–1, 6–3      |
| Vítěz     | 1. | 30. září 2019   | Šarm aš-Šajch, Egypt | tvrdý  | Alessandro Bega       | 6-2, 5-7, 6-1 |
| Vítěz     | 2. | 7. října 2019   | Šarm aš-Šajch, Egypt | tvrdý  | Adam Moundir          | 6–2, 6–3      |
| Finalista | 4. | 14. října 2019  | Šarm aš-Šajch, Egypt | tvrdý  | Karim-Mohamed Maamoun | 6–4, 4-6, 6-4 |

### Čtyřhra: 23 (10–13)
| Legenda           |
| Challengery (0–1) |
| Futures (10–12)   |

| Stav      | Č.  | Datum              | Turnaj                   | Povrch      | Spoluhráč           | Soupeři ve finále                       | Výsledek           |
| Vítěz     | 1.  | 3. července 2017   | Ústí nad Orlicí, Česko   | antuka      | Matěj Vocel         | Dennis Novak Thomas Statzberger         | 6-7(3), 6-1, 16-14 |
| Vítěz     | 2.  | 18. září 2017      | Šarm aš-Šajch, Egypt     | tvrdý       | Tomáš Papík         | Scott Griekspoor Alexis Klegou          | 6–3, 6–2           |
| Finalista | 1.  | 25. září 2017      | Šarm aš-Šajch, Egypt     | tvrdý       | Tomáš Papík         | Piotr Matuszewski Kacper Zuk            | 6–2, 6–2           |
| Vítěz     | 3.  | 6. listopadu 2017  | Milovice, Česko          | tvrdý (H)   | Szymon Walkow       | Filip Duda Michal Konečný               | 6–3, 6–7(4), 10-5  |
| Finalista | 2.  | 20. listopadu 2017 | Valašské Meziříčí, Česko | tvrdý (H)   | Matěj Vocel         | Filip Duda Yanais Laurent               | 6–4, 7-5           |
| Vítěz     | 4.  | 27. listopadu 2017 | Praha, Česko             | tvrdý (H)   | Matěj Vocel         | Patrick Grigoriu David Pichler          | 6–4, 6–4           |
| Finalista | 3.  | 5. února 2018      | Šarm aš-Šajch, Egypt     | tvrdý       | David Poljak        | Julian Ocleppo Andrea Vavassori         | 7-5, 6-4           |
| Finalista | 4.  | 5. března 2018     | Dauhá, Katar             | tvrdý       | Matěj Vocel         | Zizou Bergs Fred Simonsson              | 6–4, 3-6, 10-6     |
| Finalista | 5.  | 12. března 2018    | Dauhá, Katar             | tvrdý       | Matěj Vocel         | Fajing Sun Chun Hun Wong                | 6–3, 6-3           |
| Vítěz     | 5.  | 19. března 2018    | Manáma, Bahrajn          | tvrdý       | Dominik Kellovský   | Robert Galloway Anderson Reed           | 6–3, 3-6, 10-6     |
| Finalista | 6.  | 13. srpna 2018     | Minsk, Bělorusko         | tvrdý       | David Poljak        | Conor Berg Scott Duncan                 | 7-6(1), 6-4        |
| Finalista | 7.  | 20. srpna 2018     | Minsk, Bělorusko         | tvrdý       | David Poljak        | Grigoriy Lomakin George Tsivadze        | 7-5, 7-6(4)        |
| Vítěz     | 6.  | 27. října 2018     | Liberec, Česko           | koberec (H) | Petr Nouza          | Jonáš Forejtek Jan Mertl                | 2-6, 6-3, 10-3     |
| Vítěz     | 7.  | 26. listopadu 2018 | Praha, Česko             | tvrdý (H)   | Michal Konečný      | Daniel Pátý Ondřej Štyler               | 7-5, 6–2           |
| Finalista | 8.  | 21. ledna 2019     | Nussloch, Německo        | koberec (H) | Danylo Kalenichenko | Karol Drzewiecki Szymon Walkow          | 7-5, 6-3           |
| Finalista | 9.  | 18. února 2019     | Monastir, Tunisko        | tvrdý       | Petr Nouza          | Geoffrey Blancaneaux Arthur Rinderknech | 6-1, 6-4           |
| Vítěz     | 8.  | 13. května 2019    | Praha, Česko             | antuka      | Filip Duda          | Vít Kopřiva Jaroslav Pospíšil           | 6-1, 7-5           |
| Finalista | 10. | 9. září 2019       | Istanbul, Turecko        | tvrdý       | Lukáš Rosol         | Andrej Golubjev Oleksandr Nedověsov     | bez boje           |
| Finalista | 11. | 30. září 2019      | Šarm aš-Šajch, Egypt     | tvrdý       | Anis Ghorbel        | Jordi Munoz-Abreu David Perez Sanz      | 6–3, 3-6, 10-7     |
| Vítěz     | 9.  | 7. října 2019      | Šarm aš-Šajch, Egypt     | tvrdý       | Anis Ghorbel        | Adam Moundir Giorgio Ricca              | 7-6(4), 6-3        |
| Vítěz     | 10. | 4. listopadu 2019  | Praha, Česko             | tvrdý (H)   | Michael Vrbenský    | Vít Kopřiva Jaroslav Pospíšil           | 2-6, 6-3, 10-6     |
| Finalista | 12. | 11. listopadu 2019 | Šarm aš-Šajch, Egypt     | tvrdý       | Tomáš Papík         | Laurynas Grigelis Vladyslav Manafov     | 6–2, 7-5           |